# Тургенево (Тургеневское сельское поселение)
Тургенево — деревня в Чернском районе Тульской области России.
В рамках административно-территориального устройства является центром Тургеневской сельской администрации Чернского района, в рамках организации местного самоуправления — административный центр Тургеневского сельского поселения.
Название получено по фамилии владельцев селения дворянского рода Тургеневых.

## География
Деревня расположена на левом берегу реки Снежедь, в 14 км (по автодороге) от районного центра — посёлка городского типа Чернь, в 106 км от областного центра Тулы,

## Население
| Годы      | 2010 |
| --------- | ---- |
| Население | ↘37  |